# Bolondos dallamok – Újra bevetésen
A Bolondos dallamok – Újra bevetésen (eredeti cím: Looney Tunes: Back in Action) 2003-ban bemutatott amerikai vegyes technikájú film, amelyben valós és számítógéppel animált díszletek, élő és számítógéppel animált szereplők közösen szerepelnek. A játékfilm rendezője Joe Dante, producerei Allison Abbate, Paula Weinstein, Bernie Goldmann és Joel Simon. A forgatókönyvet Larry Doyle írta, a zenéjét Jerry Goldsmith szerezte. A mozifilm a Warner Bros. Animation gyártásában készült, és szintén a Warner Bros. forgalmazásában jelent meg. Műfaját tekintve filmvígjáték.
Amerikában 2003. november 14-én, Magyarországon 2003. december 11-én mutatták be a mozikban.

## Cselekmény
|  | Alább a cselekmény részletei következnek! |

Dodó Kacsa megunja a másodhegedűs szerepet Tapsi Hapsi mellett, és egyenrangúságot akar a nyúllal. De mivel Dodót nem sokan kedvelik, ezért Kate Houghton, a Komédiaügyi alelnök nemcsak hogy nem ad neki nagyobb szerepet, ki is rúgja Dodót. Később Dodó leszegődik D.J. Drake-hez, a Warner Bros volt biztonsági őréhez, akivel elindulnak hogy befejezzék D.J. titkosügynök apjának küldetését: felkutatják a kék maki gyémántot. Ugyanis az ACME gonosz igazgatója meg akarja szerezni a kék maki gyémántot, hogy mindenkit rabszolga majommá változtasson. Később melléjük szegődik Kate és Tapsi Hapsi, akik Dodót vissza akarják vinni a Warner Bros-hoz, de így ők is belecsöppennek a dologba. Útjuk során meg kell küzdeniük az ACME ügynökeivel, többek között Marslakó Marvinnal és a Prérifarkassal is.
|  | Itt a vége a cselekmény részletezésének! |

## Szereplők
| Élőszereplő                                     | Színész                         | Magyar hang         |
| ----------------------------------------------- | ------------------------------- | ------------------- |
| D.J. Drake / Önmaga                             | Brendan Fraser                  | Viczián Ottó        |
| Kate Houghton                                   | Jenna Elfman                    | Kiss Eszter         |
| Mr. Chairman, az ACME igazgatója                | Steve Martin                    | Mikó István         |
| Damien Drake                                    | Timothy Dalton                  | Kristóf Tibor       |
| Dusty Tails                                     | Heather Locklear                | Agócs Judit         |
| Anya                                            | Joan Cusack                     | Vándor Éva          |
| Biztonsági őr                                   | Dick Miller                     | Botár Endre         |
| Rossz ötleteket adó ACME igazgatósági tag       | Mary Woronov                    | N/A                 |
| A csúcsra törekvő ACME igazgatósági tag         | Leo Rossi                       | nem szólalnak meg   |
| Álló ACME igazgatósági tag                      | Marc Lawrence                   | nem szólalnak meg   |
| Szőrszálhasogató ACME igazgatósági tag          | Bill McKinney                   | nem szólalnak meg   |
| Költői kérdéseket feltevő ACME igazgatósági tag | Robert Picardo                  | Garai Róbert        |
| Kaszkadőr igazgató                              | Archie Hahn                     | Garai Róbert        |
| Gyereklaborban dolgozó ACME igazgatósági tag    | Vernon Wells                    | Pethes Csaba        |
| Kínvallató                                      | Allan Graf                      | Pethes Csaba        |
| Gonoszul reklámozó ACME igazgatósági tag        | George Murdock                  | Palóczy Frigyes     |
| Sosem tanuló ACME igazgatósági tag              | Ron Perlman                     | Kálloy Molnár Péter |
| Férfi a titkosügynök-képző kazettán             | Peter Graves                    | Áron László         |
| Warner fivérek                                  | Don Stanton                     | Tahi Tóth László    |
| Warner fivérek                                  | Dan Stanton                     | Tahi Tóth László    |
| Matthew Lillard                                 | Matthew Lillard                 | Hujber Ferenc       |
| Michael Jordan                                  | Michael Jordan                  | Both András         |
| Jeff Gordon                                     | Jeff Gordon                     | Csizmadia Gergely   |
| Firkaszereplő                                   | Eredeti hang                    | Magyar hang         |
| Tapsi Hapsi                                     | Joe Alaskey                     | Bor Zoltán          |
| Dodó kacsa                                      | Joe Alaskey                     | Balázs Péter        |
| Szilveszter                                     | Joe Alaskey                     | Koroknay Géza       |
| Beaky kondor                                    | Joe Alaskey                     | Hajdu István        |
| Medvemama                                       | Joe Alaskey                     | Grúber Zita         |
| Medvebaba                                       | Stan Freberg                    | Láng Balázs         |
| Medvepapa                                       | Will Ryan                       | Magyar Attila       |
| Rissz-Rossz Sam                                 | Jeff Bennett                    | Besenczi Árpád      |
| Bóbita kakas                                    | Jeff Bennett                    | Ujlaki Dénes        |
| Piszkos Kanaszta                                | Jeff Bennett                    | Kránitz Lajos       |
| Cottontail Smith                                | Danny Chambers                  | Schneider Zoltán    |
| Nagyi                                           | June Foray                      | Kassai Ilona        |
| Csőrike                                         | Eric Goldberg                   | Kiss Erika          |
| Marslakó Marvin                                 | Eric Goldberg                   | Király Attila       |
| Speedy Gonzales                                 | Eric Goldberg                   | Lippai László       |
| Cucu malac                                      | Bob Bergen                      | Csankó Zoltán       |
| Elmer Fudd                                      | Billy West                      | Csankó Zoltán       |
| Peter Lorre                                     | Billy West                      | Hajdu István        |
| Pepe lö Pici                                    | Bruce Lanoil                    | Jakab Csaba         |
| Taz / Nőstény Taz                               | Brendan Fraser                  | Csurka László       |
| Scooby-Doo                                      | Frank Welker                    | Karácsonyi Zoltán   |
| Bozont Rogers                                   | Casey Kasem                     | Fekete Zoltán       |
| Kémautó                                         | Danny Mann                      | Rudas István        |
| Robotkutya                                      | Danny Mann                      | saját hangjukon     |
| Gyalogkakukk                                    | Paul Julian (archív felvétel)   | saját hangjukon     |
| Jolson bagoly                                   | Jackie Morrow (archív felvétel) | saját hangjukon     |
| Michigan J. Frog                                | Bill Roberts (archív felvétel)  | saját hangjukon     |
| AMC Gremlin                                     | Mel Blanc (archív felvétel)     | saját hangjukon     |

## Érdekességek
- A korábbi Gyalogkakukk rajzfilmekben a Prérifarkas mindig az ACME nevű cégtől rendelte a fegyvereit.
- A Bolondos dallamok szereplők mellett a filmben feltűnik a (már a Warner Bros. tulajdonában álló) Hanna-Barbera egyik két nagy szereplője, Bozont és Scooby-Doo is.

## Televíziós megjelenések
- HBO, RTL Klub (korábban), Mozi+, Kiwi TV, Moziverzum
- RTL Klub / RTL (később), Viasat 3, Film+, Cool, RTL II, RTL+, Super TV2